# باهرة خضراء غامقة
باهرة خضراء غامقة (الاسم العلمي: Agave atrovirens) هو نوع من النباتات يتبع جنس الباهرة من الفصيلة الهليونية.